# Historia filozofii

## Trzy tradycje filozoficzne
Filozofia to nieodłączna część ludzkiego poznania, jej początki łączą się z początkami istnienia ludzkich cywilizacji.
Wyróżnia się trzy wielkie tradycje filozoficzne: europejską, indyjską oraz chińską.
W tradycjach Środkowego i Dalekiego Wschodu – pomimo wczesnych intuicji na temat jej odrębności od innych dziedzin ludzkiego poznania (Kautilya, Mo Di) – filozofia faktycznie bardzo długo nie istniała jako samodzielna nauka, lecz elementy myśli filozoficznej były tradycyjnie wplecione w wątki religijne, tworząc systemy filozoficzno-religijne takie jak taoizm czy buddyzm, lub w wątki polityczne, tworząc ideologie takie jak konfucjanizm. Ten styl filozofowania utrzymał się w dużym stopniu na Wschodzie do dziś.
Pomimo to, da się wyodrębnić wyraźnie dwie odmienne tradycje, charakteryzujące się odmiennym stylem filozofowania: filozofię indyjską i filozofię chińską. Ta pierwsza obejmuje także myśl buddyjską Tybetu i Azji Południowo-Wschodniej oraz myśl indonezyjską. Ta druga obejmuje także systemy filozoficzne Korei, Japonii i Wietnamu. Jedyny punkt kontaktu między obiema tradycjami miał miejsce w wiekach II-IX, kiedy to buddyzm z Indii docierał do Chin i dalej – była to jednak wymiana myśli w jednym kierunku, a buddyzm chiński szybko nabrał cech, jakich nigdy nie miał w Indiach. W każdej z tych tradycji łatwo można wyodrębnić kilka faz rozwojowych.
Myśl indyjska charakteryzuje się bardzo rozwiniętą tradycją metafizyczną i epistemologiczną (w tym metafizyką poznania), rozwijała kosmologię i filozofię Boga (teodyceę). Z kolei myśl chińska – rozwijała głównie badania etyczne i metafizyczne (w tym metafizykę moralności i antropologię), przy zaniedbaniu (pojawiających się od czasu do czasu) wątków epistemologicznych.
W Europie filozofia dość wcześnie (mniej więcej ok. V wiek p.n.e.) wyodrębniła się jako nauka (co było zasługą filozofów greckich z Platonem na czele), przy czym pierwotnie pojęcie to obejmowało wszystkie rodzaje nauk. Arystoteles na przykład, zaliczał do filozofii fizykę, matematykę i tak zwaną filozofię pierwszą, czyli coś co dziś nosi nazwę metafizyki lub ontologii. Podział ten polegał na wzrastającym stopniu ogólności zagadnień poszczególnych poddyscyplin filozofii.

## Filozofia Wschodu
Terminem filozofia Wschodu tradycyjnie określa się refleksje i poglądy filozoficzne obecne w kulturach azjatyckich. Powstały one twórczo i niezależnie od filozofii europejskiego kręgu kulturowego. Posługiwanie się jednym terminem na określenie wszystkich filozofii orientalnych jest jednak bardzo dużym uproszczeniem, jeśli nie błędem. Istnieją dwie całkowicie niezależne i diametralnie różne filozofie orientalne – indyjska oraz chińska.

### Filozofia chińska

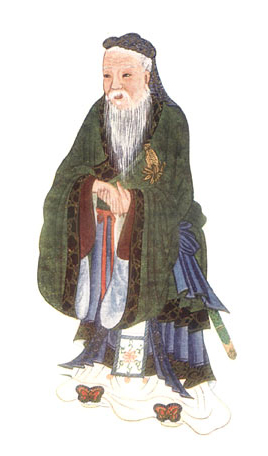
Konfucjusz (ur. 551, zm. 479 p.n.e.), ilustracja z Myths & Legends of China, 1922, E.T.C. Werner

Filozofia chińska została zainspirowana głównie chińską praktyką polityczną (konfucjanizm) i częściowo związała się z religią (taoistyczną oraz buddyjską). W starożytnym okresie powstały dominujący w Chinach konfucjanizm (Konfucjusz), taoizm (Laozi), motizm i legizm (wszystkie około 500 roku p.n.e.). W czasach później (zachodniej) dynastii Han przybył do Chin buddyzm.
Chińska filozofia to liczne szkoły, których obszar zainteresowań pokrywa się z zakresem przedmiotowym filozofii europejskiej. Dominująca w chińskiej kulturze filozofia Konfucjusza koncentrowała się na tematach etycznych i politycznych, kładąc nacisk na poprawność stosunków społecznych i takie wartości jak obyczajność, rodzina, mądrość i oddanie. Po połączeniu z legistyczną koncepcją praworządności, ideologia konfucjańska stała się podstawą organizacji cesarstwa chińskiego. Taoizm był pierwotnie szkołą mistyki, ale neotaoizm – po połączeniu ze szkołą yinyang – rozwijał zagadnienia metafizyczne i kosmologiczne, z kolei neokonfucjanizm koncentrował się na zagadnieniach antropologii i metafizyki moralności. Dociekania epistemologiczne szkoły nazw mingjia i motistów zostały zarzucone ok. VII w. pod wpływem rozważań buddyjskich na te tematy. Współczesna myśl chińska koncentruje się na interpretacji dziejów i kultury.

### Filozofia indyjska
Refleksja filozoficzna w kulturze Indii była inspirowana przez religie indyjskie hinduizm, buddyzm, dżinizm, ale wytworzyła również nurt materialistyczny i ateistyczny (ćarwaka lub lokajata). Jej źródła upatruje się w wedyjskich rozważaniach nad naturą świata i ryta (porządkiem świata). Inne teksty religijne również mają fragmenty filozoficzne (Upaniszady, Bhagawadgita i Brahmasutry). Mniej więcej w tym samym czasie co nauki Konfucjusza i Sokratesa powstały dżinizm i buddyzm.
Według Buddy rzeczywistość jest jak maja (sen), a jego etyka ma pozwolić wyzwolić się z zaklętego kręgu cierpienia. Filozofia buddyjska rozwijała się też poza Indiami w Tybecie, Birmie i Indochinach Zachodnich. Liczne szkoły filozoficzne rozwijają się do dziś wykazując dużą odporność na wpływy europejskie.

### Filozofia perska
Podstawą filozofii cywilizacji zatoki perskiej przedislamskiej jest wyraźny dualizm – wszystko dzieli się na dwa przeciwieństwa (ciało i duch, dobro i zło itd). Ponieważ pierwotne religie ludów irańskich były dość słabo zdogmatyzowane to wpływ filozofii był znacznie większy niż na zachodzie. Wielcy filozofowie stawali się reformatorami religii lub prorokami. Podstawowe trzy to mazdaizm, zaratusztrianizm oraz manicheizm.
Zaratustryzm zreformował ideę mazdaizmu. Przedstawił ideę jednego, właściwego boga i innych bytów duchowych. Ostatecznie rozdzielił świat materialny od niematerialnego (Platon oparł swoją filozofię na tym właśnie poglądzie). Rozpowszechnił indywidualizm w dążeniu do dobra, poprzez zachowanie czystości (najpewniej zaczerpnięte od Izraelitów). Indywidualizm był w sprzeczności z uspołecznieniem Mazdaizmu, zatem obie strony zaczęły okrzykiwać się heretykami.
Manicheizm był synkretyzmem chrześcijaństwa, buddyzmu oraz zaratustryzmu. On najbardziej rozprzestrzenił się po świecie, a w krańcowej erze pogańskiego Imperium Rzymskiego był najbardziej popularną ideą. Święty Augustyn uznał, że wszelka herezja ma korzenie w manicheizmie.

## Filozofia Zachodu
Filozofia Zachodu to określenie filozofii powstałej w europejskim kręgu kulturowym i wyrastającej z jednej strony z tradycji starożytnych Grecji i Rzymu, a z tradycji judeochrześcijańskiej z drugiej. Były w niej okresy wpływów wschodnich (neoplatonizm) i arabskich (średniowiecze).

### Periodyzacja filozofii zachodniej
Najpopularniejszy sposób periodyzacji historii filozofii zachodniej opiera się na ogólnym podziale zachodniej historii na starożytność, średniowiecze i nowożytność.
W filozofii został on w zmodyfikowanej postaci zastosowany po raz pierwszy przez niemieckiego historyka Johanna Jakoba Bruckera w pracy Historia critica philosophiæ, który podzielił filozofię na trzy okresy:
- okres barbarzyński – od początków myśli filozoficznej, do początków Cesarstwa Rzymskiego (I w.p.n.e.),
- okres filozofii żydowskiej i chrześcijańskiej – od nurtów myśli żydowskiej poprzedzających narodziny Jezusa Chrystusa, aż po późnośredniowieczną filozofię scholastyczną,
- okres eklektyczny i synkretyczny – od wczesnych przejawów humanizmu (XIV w.) do czasów współczesnych Bruckerowi (XVIII w.).

Periodyzacja Bruckera, choć bardzo wpływowa, nie jest obecnie stosowana. Powszechny jest natomiast trójpodział zastosowany przez Wilhelma Gottlieba Tennemanna, na:
- filozofię starożytną – obejmującą filozofię starożytnej Grecji i Rzymu,
- filozofię średniowieczną,
- filozofię nowożytną.

Podział trójdzielny, jako zbyt schematyczny i ogólny był wielokrotnie krytykowany. Wskazywano, że Brucker (a za nim Tennemann i inni) przeprowadził go w oparciu o pewną koncepcję rozwoju myśli filozoficznej, w której kryterium wartościującym była systemowość filozofii. Stąd też prowadził on do nadmiernego uproszczenia historii filozofii i zagubienia specyfiki wielu myślicieli, przede wszystkim całej filozofii renesansu (uznanej za kontynuację wcześniejszych nurtów).
Z tego powodu, wielu współczesnych historiografów filozofii zrezygnowało z wyróżniania tak szerokich epok, dzieląc historię filozofii na mniejsze jednostki chronologiczne i geograficzne.
Podział na filozofię starożytną, średniowieczną i nowożytną, jest jednak nadal luźno stosowany w wielu pracach . Okres patrystyczny i renesans są często uważane za okresy przejściowe.
Odmienna konwencja chronologiczna przyjęta jest w wielu pracach polskich historyków filozofii. Wyróżnia się w nich:
- filozofię starożytną,
- filozofię średniowieczną,
- filozofię nowożytną,
- filozofię współczesną.

Filozofia nowożytna obejmuje częściowo renesans (jako epokę przejściową), XVII i XVIII w., oraz początek XIX wieku (datą graniczną jest często śmierć Hegla w 1831). W ramach tak rozumianej filozofii nowożytnej wyróżnia się renesans, wczesną nowożytność, oświecenie, okres idealistyczny (lub romantyczny). Niekiedy idealizm niemiecki traktuje się jako nurt przejściowy między nowożytnością, a współczesnością.

### Historia filozofii starożytnej
Filozofia europejska narodziła się w greckich koloniach. Historię filozofii starożytnej dzieli się zwykle na okres presokratejski (VII-V wiek p.n.e.), okres klasyczny (IV wiek p.n.e.) i okres hellenistyczny (III p.n.e. – V n.e.).

#### Okres presokratejski
Z okresem presokratejskim wiąże się zagadnienie źródeł filozofii. Mówi się, że filozofia powstała z dążenia do wiedzy, które było efektem zdziwienia nad nieprzejrzystą naturą świata. Myślenie filozoficzne zaczęło się, gdy ktoś spróbował podważyć mity religijne i obiegowe, powszechnie przyjmowane opinie.
W centrum zainteresowania filozofów presokratyjskich była głównie przyroda, a ich odpowiedzi na to, co jest jej istotą, sprowadzały się do stwierdzeń typu „woda” (Tales, zm. 543 p.n.e.), „powietrze” (Anaksymenes), bezkres/duch (Anaksymander) „ogień” (Heraklit) czy cztery żywioły (Empedokles).

#### Okres klasyczny

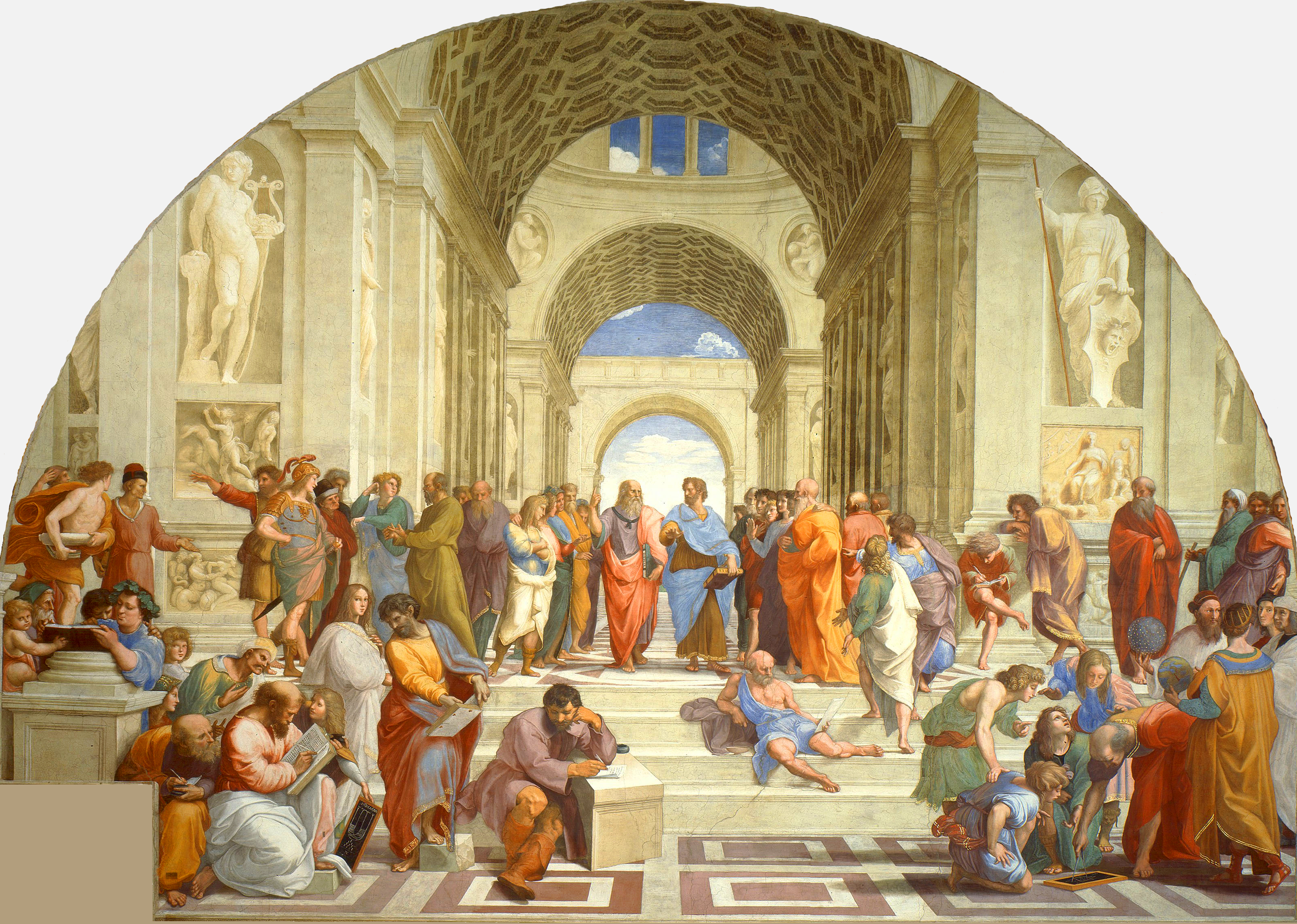
Rafael, Szkoła Ateńska. Na obrazie znajdują się: Zenon z Kition, Epikur, Awerroes, Pitagoras, Alkibiades, Ksenofont, Sokrates, Heraklit, Platon, Arystoteles, Diogenes, Euklides, Zaratustra i Ptolemeusz

Okres klasyczny rozpoczęli sofiści (Protagoras, Gorgiasz) kierujący swą uwagę na człowieka i będący prekursorami wszelkiego przyszłego relatywizmu. Jeden z nich, Sokrates (ur. 469, zm. 399 p.n.e.), rozmawiający z przypadkowo napotkanymi Ateńczykami o prawdzie, pięknie i dobru, za sprawą swej niezłomnej i bezkompromisowej postawy, stał się dla przyszłych pokoleń ideałem filozofa. Jego uczeń Platon (ur. 427, zm. 347 p.n.e.) podzielił rzeczywistość na świat zmysłowy – zmienny, przemijający i będący pozorem i świat idei – wieczny i niezmienny. Tym samym wprowadził pluralizm, rozpoczynał kluczowy w dziejach filozofii problem sposobu istnienia bytów matematycznych i w przekonujący sposób uzasadniał pogląd, że nie wszystko musi być takie, jak nam się wydaje. Z kolei uczeń Platona, Arystoteles (ur. 384, zm. 322 p.n.e.) stworzył logikę, ugruntował metafizykę i dał światu wizję świata niepodważaną do czasów Kopernika.

#### Okres hellenistyczny
Za początek okresu hellenistycznego uznaje się śmierć Stagiryty. To okres powstania do dziś żywych koncepcji etycznych: epikureizmu (Epikur, ur. 341, zm. 270 p.n.e.) mówiącego, że sensem życia jest doznawanie przyjemności (por. hedonizm) i stoicyzmu (IV wiek p.n.e. – II n.e.) dającego wzór postawy mędrca wobec śmierci (Zenon z Kition, Chryzyp, Seneka, mistrz retoryki Cyceron i Marek Aureliusz, filozof na tronie). Sceptycy starożytni (Pirron, Sekstus Empiryk) z pobudek etycznych (uspokojenie umysłu) podawali w wątpliwość możliwość wszelkiej wiedzy i dali początek wszelkim nurtom sceptycznym. 

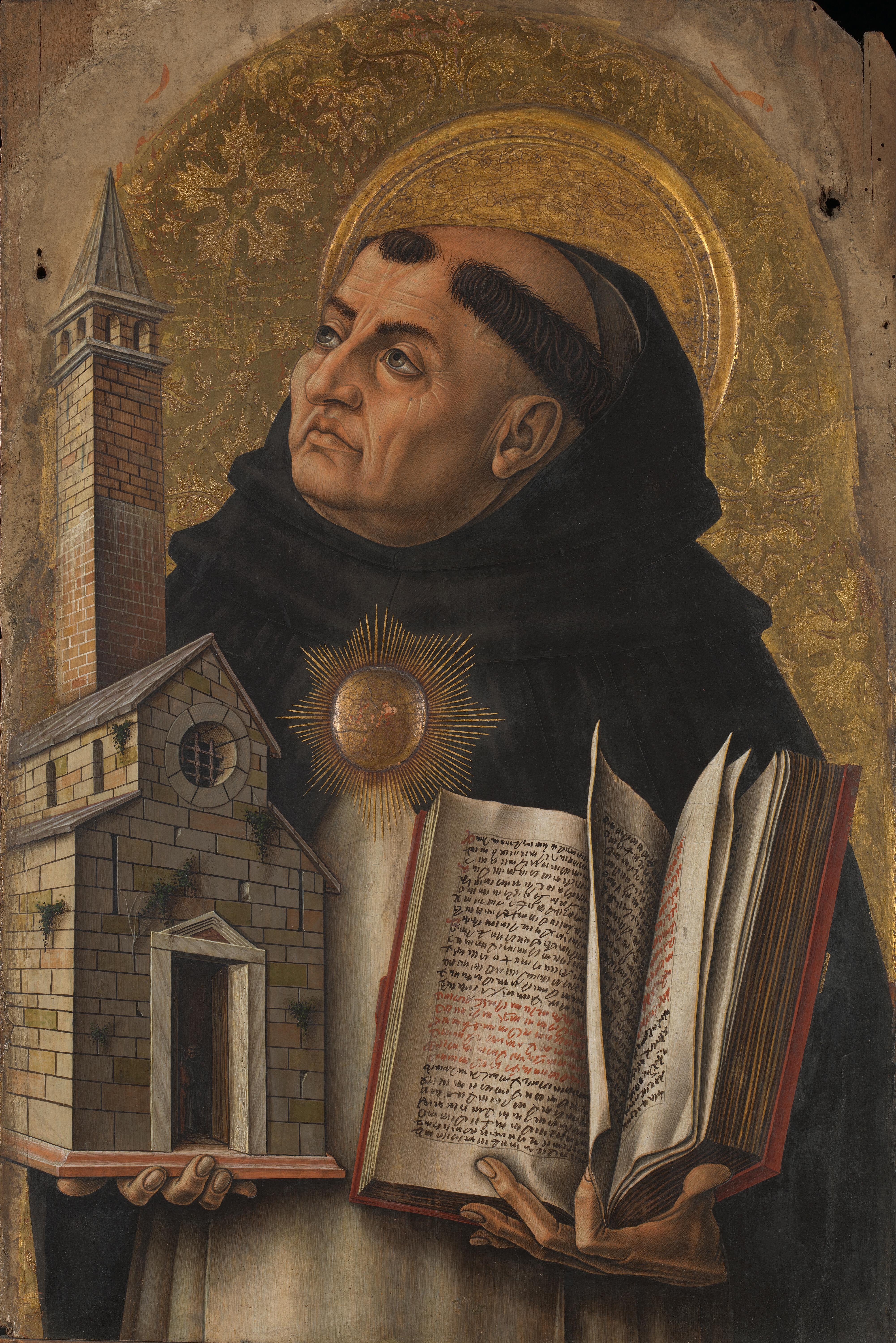
Tomasz z Akwinu (ur. 1225, zm. 1274)

Żyjący w okresie późnej starożytności Plotyn (zm. 269) stworzył neoplatonizm łączący nauki Platona z różnymi nurtami mistycyzmu.

### Historia filozofii średniowiecznej
Filozofem epoki przejściowej jest Augustyn z Hippony (ur. 354, zm. 430), który zaadaptował na grunt chrześcijański filozofię Platona i wyznaczył drogę filozofii w średniowieczu jako rozumowych prób wyjaśnienia wiary. Wieki następujące po jego śmierci to upadek kultury starożytnej i wieki ciemne w historii europejskiej kultury. W tym czasie zagubiły się dzieła starożytnych i pierwsi filozofowie średniowiecza nie mieli do nich dostępu.

#### Filozofia arabska
Filozofia zwana potocznie arabską powstała ze spotkania islamu z filozofią grecką i najbardziej twórczo rozwijała się, gdy w Europie panowało daleko idące zacofanie. Dzięki kontaktom z Arabami Europejczycy poznali dzieła starożytnych, w tym Arystotelesa. Najwybitniejsi przedstawiciele tej filozofii to Awicenna (ur. 980, zm. 1037) i Awerroes (ur. 1126, zm. 1198). W późniejszym okresie filozofia świata islamu rozwijała się gł. w Persji, a także w muzułmańskich Indiach i Indonezji.

#### Scholastyka
Od początków XI wieku do końca wieku XIV datuje się twórczy rozwój scholastyki – nurtu filozoficznego, który do najwyższej doskonałości doprowadził wprowadzanie metafizycznych dystynkcji i lubował się w szczegółowych rozróżnieniach. Najwybitniejszymi przedstawicielami wczesnej scholastyki byli: panteista Eriugena, Anzelm z Canterbury, autor dowodu ontologicznego, Abelard czy mistyk św. Bernard. Złoty wiek filozofii średniowiecznej to czasy Tomasza z Akwinu, wielkiego następcy Arystotelesa, Dunsa Szkota, mistrza scholastycznych subtelności i autora koncepcji haecceitas, nominalisty Williama Ockhama, autora zasady ontologicznej nazwanej później brzytwą Ockhama oraz wizjonera i empiryka Rogera Bacona.

### Historia filozofii nowożytnej
Tradycyjnie za początek filozofii nowożytnej przyjmuje się datę publikacji Medytacji Kartezjusza (1641), renesansowy humanizm uznając za okres zmian.

#### Renesans

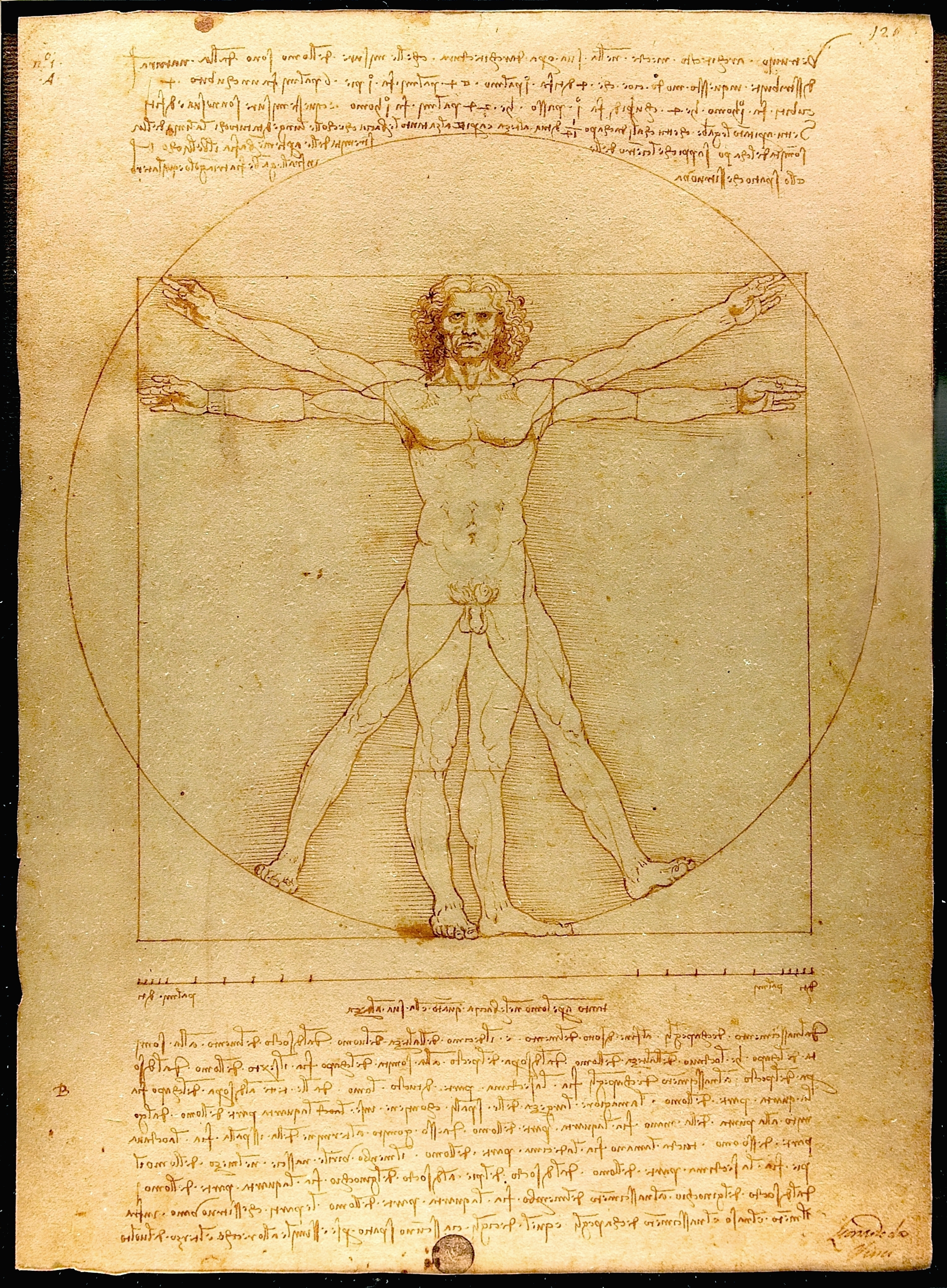
Człowiek witruwiański Leonarda da Vinci może być symbolem odrodzenia zainteresowania starożytnością oraz renesansowego antropocentryzmu.

Mimo że wielu filozofów renesansowych postrzegało swoją działalność jako radykalny przełom intelektualny, współcześni badacze nie podzielają tej oceny. Wskazują oni, że przełom w filozofii rozpoczął się już wcześniej, w wieku XIII i XIV, wraz z odrodzeniem logiki i przyswojeniem wielu starożytnych tekstów. Zakończył go natomiast wiek XVII, który przyniósł charakterystyczny dla filozofii nowożytnej "przełom epistemologiczny", zmianę nacisku w badaniach z zagadnień metafizycznych na zagadnienia epistemologiczne. Filozofia wieku XV i XVI jest więc stadium przejściowym między filozofią średniowieczną a nowożytną.
Głównymi nurtami filozoficznymi renesansu były humanizm renesansowy, arystotelizm i platonizm. Cechą charakterystyczną humanizmu było zafascynowanie kulturą starożytnej Grecji i Rzymu oraz antropocentryzm. Humanizm renesansowy ożywił studia klasycznej łaciny i greki, co spowodowało odnowę naukowej i filozoficznej myśli starożytnej, a także klasycznej poezji i sztuki.
Równie popularny był arystotelizm. Był on podstawową ramą teoretyczną dyskusji filozoficznych i źródłem wpływów. Arystotelizm miał mocną pozycję na uniwersytetach, a także w Kościele katolickim.
Odrodzenie zainteresowania Platonem i jego kontynuatorami było częścią powrotu humanistów do zainteresowania kulturą starożytną. Głównym ośrodkiem renesansowego platonizmu była Florencja. Tam powstała w 1462 r. Akademia Florencka, mająca odradzać tradycję Akademii Platońskiej.
Również różne nurty filozofii hellenistycznej, takie jak stoicyzm, sceptycyzm i do pewnego stopnia epikureizm spotkały się z rosnącym zainteresowaniem. Wielkie znaczenie miały też okultyzm, alchemia i kabała, zgłębiane przez wielu filozofów.
Istotną cechą filozofii renesansowej był również rozwój filozofii przyrody. Szukano nowych dróg wyjaśniania zjawisk przyrodniczych, opartych na obserwacji, eksperymencie, oraz szerszym wykorzystaniu matematyki. W początkowym okresie filozofowie przyrody nastawieni byli panteistycznie, łącząc często filozofie przyrody z magią i alchemią, w okresie późniejszym metodologicznie. Renesansowa filozofia przyrody w znaczący sposób przyczyniła się do rozwoju metody naukowej i stała się podstawą do wyodrębnienia się nauki z filozofii w epoce nowożytnej.
Najbardziej znanymi filozofami renesansu byli: Giovanni Pico della Mirandola, Michel de Montaigne, Erazm z Rotterdamu, Marsilio Ficino, Francis Bacon, Giordano Bruno czy Niccolò Machiavelli.

#### Racjonalizm i empiryzm
Prawdziwy przełom w filozofii nastąpił dopiero za sprawą Kartezjusza, który najpierw kazał sobie zwątpić we wszystko (por. sceptycyzm metodologiczny), a potem odnalazł pewność i podstawę dla filozofii nie w Bogu, lecz we własnej świadomości. Był racjonalistą, tak jak Baruch Spinoza (ur. 1632, zm. 1677), pierwszy oficjalny bezwyznaniowiec w Europie i wzorzec etyczny dla agnostyków i Gottfried Leibniz (ur. 1646, zm. 1716), twórca ontologicznej zasady racji dostatecznej i zasady tożsamości. Blaise Pascal (ur. 1623, zm. 1662) kontynuował sceptycyzm Montaigne’a i stworzył słynny zakład Pascala.
W opozycji do filozofii tworzonej na kontynencie rozwijała się filozofia brytyjska o tendencjach empirystycznych. Francis Bacon (ur. 1561, zm. 1626) uznawany jest za ojca metody naukowej. John Locke (ur. 1632, zm. 1704) zauważył, że jakości przedmiotów są subiektywne, a jego następcy David Hume (ur. 1711, zm. 1776) i George Berkeley (ur. 1685, zm. 1753) doszli do wyników tyle kontrowersyjnych, co bardzo ciekawych. Hume zainicjował nowożytny sceptycyzm podważając istnienie koniecznego związku przyczynowego (por. przyczynowość) i stworzył podwaliny do pozytywistycznej krytyki metafizyki. Berkeley zwątpił w istnienie świata zewnętrznego (por. idealizm subiektywny, solipsyzm).
Równocześnie w filozofii społecznej rozwijała się teoria prawa naturalnego i umowy społecznej. Thomas Hobbes (ur. 1588, zm. 1679) stworzył hipotezę stanu naturalnego jako walki wszystkich ze wszystkimi i uważał umowę społeczną za zrzeczenie się wolności przez obywateli w imię bezpieczeństwa. Spinoza argumentował, że nie ma czegoś takiego jak działanie wbrew naturze, a wszelkie regulacje prawne mają legitymację tylko i wyłącznie w umowie między obywatelami a nie w Bogu i pochodzącym od niego prawie naturalnym zapisanym w Biblii (por. liberalizm).

#### Oświecenie
Na bazie dokonań tych filozofów wyrósł ruch oświecenia będący popularyzacją ich idei w szerszych kręgach społecznych. Największa w tym zasługę miał Wolter (ur. 1694, zm. 1778). Encyklopedyści (Jean le Rond d'Alembert czy Denis Diderot) stworzyli projekt Encyklopedii. Jean-Jacques Rousseau argumentował za tym, że wszyscy ludzie są dobrzy i stan naturalny był epoką wiecznej szczęśliwości. Od niego pochodzi idea państwa i prawa jako instytucji opresyjnych.

#### Kantowski przewrót
System Immanuela Kanta (ur. 1724, zm. 1804) jest ukoronowaniem i syntezą XVII-wiecznej filozofii racjonalistycznej i empirystycznej. Wcześniejsza filozofia zakładała przeciwieństwo zachodzące pomiędzy podmiotem a przedmiotem. U Kanta podmiot poznania stał się warunkiem przedmiotu poznania. Tym, co poznajemy, są fenomeny – konstrukty wywodzące się z wrażeń zmysłowych, które zostają ujęte w czasoprzestrzenne, a następnie pojęciowe formy. Od rzeczy w sobie (noumenów), czymkolwiek by one były, oddzielają nas trzy sfery: zmysłów, apriorycznych form zmysłowości oraz apriorycznych form rozsądku.
Dotychczas starano się dochodzić istoty rzeczy. Kant przeniósł punkt ciężkości dociekań filozoficznych na badanie warunków poznania rzeczy. Idealizm krytyczny różni się od zwykłego tym właśnie, że zwraca się ku analizie mechanizmów poznawczych. Poprzednicy Kanta uważali, że doświadczenie umożliwia pojęcia – on to odwrócił, stwierdzając, iż to pojęcia umożliwiają doświadczenie. Zabieg ten nazywany jest przewrotem kopernikańskim w filozofii. Określenie to jest jednak późniejsze i nie pochodzi od Kanta.

#### Idealizm niemiecki
Idealizm niemiecki reprezentuje Johann Gottlieb Fichte, Friedrich Wilhelm Joseph von Schelling, ale przede wszystkim Georg Wilhelm Friedrich Hegel (ur. 1770, zm. 1831). Najważniejszą ideą tego nurtu było przekonanie, że świat jest racjonalnym tworem dążącym do określonego celu. Ideę rozumności rozwoju historii i istnienia w niej określonych praw podchwycił Karol Marks (ur. 1818, zm. 1883).

#### Pozytywizm
Druga połowa XIX wieku to epoka wpływów pozytywizmu, zainicjowanego wcześniej przez Augusta Comte’a, twórcę socjologii i koncepcji rozwoju wiedzy. Pod wpływem odkrycia Darwina stworzono koncepcje ewolucjonistyczne (Herbert Spencer), a za sprawą rozwoju nauk przyrodniczych wytworzył się światopogląd scjentystyczny. W osobie Johna Stuarta Milla (ur. 1806, zm. 1873) przyjął swoją szczytową formę utylitaryzm, który głosi etyczną zasadę przysparzania jak największej możliwej przyjemności możliwie jak największej grupie podmiotów moralnych i powstał nowoczesny liberalizm – pogląd podkreślający prawo każdego człowieka do samorealizacji, o ile tylko nie krzywdzi innych i kładący nacisk na konieczność powszechnego prawa do głosowania i wagę wolności wypowiedzi. Na przełomie XIX i XX wieku William James (ur. 1842, zm. 1910) stworzył pragmatyzm uznający za dobre takie działanie, które jest skuteczne.

### Historia filozofii współczesnej (wiek XX do dziś)
Filozofię współczesną można charakteryzować poprzez wyróżnienie filozofii kontynentalnej (filozofia francuska czy niemiecka) i filozofii analitycznej, która powstała w tradycji anglosaskiej, co nie oznacza, że w Wielkiej Brytanii i USA nie uprawia się tej pierwszej, a na kontynencie – tej drugiej.

#### Filozofia kontynentalna
W filozofii kontynentalnej kierunek rozwoju filozofii w XX wieku wyznaczył Edmund Husserl (ur. 1859, zm. 1938), twórca fenomenologii. Jego uczeń, Martin Heidegger (ur. 1889, zm. 1976), w filozoficzno-poetyckim dziele Bycie i czas polemizował z całą wcześniejszą tradycją filozoficzną. Przez niektórych zaliczany jest do egzystencjalizmu, tak jak Jean-Paul Sartre, przez innych do hermeneutyki, teorii rozumienia rozwijanej przez Wilhelma Diltheya, Hansa Georga Gadamera i Paula Ricoeura. Emmanuel Levinas stworzył filozofię dialogu. Szkoła frankfurcka (Jurgen Habermas, Theodor W. Adorno, Herbert Marcuse) w twórczy sposób rozwijała marksizm i neoheglizm, tworząc grunt dla rewolucji obyczajowej lat sześćdziesiątych. W drugiej połowie XX wieku sukcesy popularności zaczął odnosić przewrotny postmodernizm (Jacques Derrida, Gilbert Deleuze, Umberto Eco, Jean-Francois Lyotard, Richard Rorty, Michel Foucault, Zygmunt Bauman).

#### Filozofia analityczna
Filozofię analityczną zapoczątkowali Gottlob Frege, Franz Brentano, George Edward Moore, Bertrand Russell oraz neopozytywiści Rudolf Carnap i Ludwig Wittgenstein. Znaczenia dla logiki miała także szkoła lwowsko-warszawska. Charakterystyczne dla filozofii analitycznej jest skierowanie zainteresowania na analizę języka oraz podkreślanie wagi i doniosłości logiki. Szczególnie w pierwszym okresie rozwoju tego prądu istniała niechęć do metafizyki, a nawet podważanie zasadności uprawiania filozofii (Koło Wiedeńskie). Jednak następcy pierwszego pokolenia filozofów analitycznych zwrócili się w stronę ontologii dochodząc do wielu wniosków (Peter Frederick Strawson, Saul Kripke, David Kellog Lewis). Na peryferiach filozofii analitycznej nastąpił rozwój filozofii nauki (Karl Popper, Thomas Kuhn, Paul Feyerabend).

### Historia filozofii w Polsce
Filozofia w Polsce rozwijała się w sposób wtórny do kultur silniejszych filozoficznie. Wyjątkami są okresy renesansu (Mikołaj Kopernik) i pierwszej połowy XX wieku (Alfred Tarski i szkoła lwowsko-warszawska). W XIX wieku wytworzyła się polska filozofia narodowa (mesjanizm polski).